# Municipio de Carter (Misuri)
El municipio de Carter (en inglés: Carter Township) es un municipio ubicado en el condado de Carter en el estado estadounidense de Misuri. En el año 2010 tenía una población de 2270 habitantes y una densidad poblacional de 8,17 personas por km².

## Geografía
El municipio de Carter se encuentra ubicado en las coordenadas 37°0′24″N 91°1′29″O / 37.00667, -91.02472. Según la Oficina del Censo de los Estados Unidos, el municipio tiene una superficie total de 277.77 km², de la cual 276,02 km² corresponden a tierra firme y (0,63 %) 1,75 km² es agua.

## Demografía
Según el censo de 2010, había 2270 personas residiendo en el municipio de Carter. La densidad de población era de 8,17 hab./km². De los 2270 habitantes, el municipio de Carter estaba compuesto por el 95,68 % blancos, el 0,18 % eran afroamericanos, el 1,01 % eran amerindios, el 0,04 % eran asiáticos, el 0,97 % eran de otras razas y el 2,11 % eran de una mezcla de razas. Del total de la población el 2,38 % eran hispanos o latinos de cualquier raza.